# Djurgården Hockey 1971/1972
Djurgården spelade i Division 1 Norra där man kom på en andraplats. Vilket ledde till att man fick spela Norra kvalificeringsserien, där man slutade femma.

## Resultat
- Division 1 Norra
- 17/10	Timrå IK (b)	5 - 4 (4 - 0, 0 - 3, 1 - 1)
- 21/10	MODO Hockey (h)	5 - 2 (1 - 1, 2 - 0, 2 - 1)
- 24/10	Södertälje SK (h)	1 - 7 (0 - 4, 1 - 0, 0 - 3)
- 28/10	IF Tunabro (b)	6 - 2 (2 - 0, 3 - 1, 1 - 1)
- 31/10	IF Björklöven (b)	2 - 2 (0 - 1, 2 - 0, 0 - 1)
- 3/11	Brynäs IF (h)	2 - 5 (2 - 2, 0 - 2, 0 - 1)
- 7/11	Nacka SK (b)	7 - 1 (1 - 0, 4 - 1, 2 - 0)
- 21/11	Nacka SK (h)	12 - 2 (7 - 1, 2 - 0, 3 - 1)
- 25/11	Timrå IK (h)	0 - 3 (0 - 2, 0 - 1, 0 - 0)
- 28/11	MODO Hockey (b)	5 - 2 (1 - 1, 1 - 1, 3 - 0)
- 2/12	Södertälje SK (b)	3 - 2 (2 - 0, 1 - 2, 0 - 0)
- 5/12	IF Tunabro (h)	10 - 2 (2 - 1, 3 - 0, 5 - 1)
- 7/12	IF Björklöven (h)	6 - 4 (3 - 1, 0 - 1, 3 - 2)
- 9/12	Brynäs IF (b)	7 - 7 (1 - 3, 4 - 3, 2 - 1)

- SM-serien
- 9/1	Frölunda HC (b)	3 - 5 (1 - 2, 2 - 2, 0 - 1)
- 13/1	Leksands IF (h)	4 - 3 (1 - 0, 2 - 2, 1 - 1)
- 16/1	AIK (b)	1 - 1 (1 - 0, 0 - 0, 0 - 1)
- 20/1	Södertälje SK (h)	4 - 3 (0 - 1, 3 - 1, 1 - 1)
- 24/2	Brynäs IF (b)	1 - 7 (1 - 2, 0 - 4, 0 - 1)
- 27/2	Timrå IK (h)	1 - 1 (0 - 1, 0 - 0, 1 - 0)
- 2/3	Färjestads BK (b)	1 - 7 (0 - 1, 0 - 1, 1 - 5)
- 5/3	Färjestads BK (h)	4 - 3 (3 - 2, 1 - 1, 0 - 0)
- 9/3	Södertälje SK (b)	6 - 6 (2 - 2, 3 - 0, 1 - 4)
- 12/3	AIK (h)	3 - 2 (0 - 1, 1 - 1, 2 - 0)
- 16/3	Leksands IF (b)	2 - 5 (0 - 1, 0 - 3, 2 - 1)
- 19/3	Frölunda HC (h)	4 - 3 (0 - 1, 3 - 2, 1 - 0)
- 23/3	Brynäs IF (h)	0 - 3 (0 - 2, 0 - 0, 0 - 1)
- 26/3	Timrå IK (b)	1 - 7 (0 - 5, 1 - 0, 0 - 2)